# Herman Frank
Herman Frank (Erlangen, Alemania Occidental; 20 de enero de 1959) es un músico, compositor y productor discográfico alemán conocido mayormente por haber sido guitarrista de la banda de heavy metal Accept (1982-1984, 2005 y 2009-2014) y por cumplir la misma labor en Victory (1986-1996, 2003-2011 y 2013 al presente). Además, ha participado en otras agrupaciones de heavy metal, hard rock y speed metal a lo largo de su carrera como por ejemplo en Sinner y Moon'Doc. Por su parte, en 2008 inició su carrera como solista y hasta el momento ha lanzado cuatro álbumes de estudio.
Adicional a su trabajo como guitarrista, Frank cumple distintas labores dentro de la producción como ingeniero de sonido, mezclador, remasterizador y productor discográfico, que le ha permitido trabajar con bandas como Saxon, Rose Tattoo, Messiah's Kiss, Silent Decay y Thomsen, entre muchas otras. Por otro lado, actualmente milita en cuatro proyectos musicales; la banda Panzer, cofundada con el baterista Stefan Schwarzmann en 2014; Poison Sun, fundado en 2010; Victory, tras su regreso en 2013 y en su ya mencionada carrera como solista.

## Carrera
En 1982 se integró a la banda alemana de heavy metal Accept tras el despido de Jan Koemmet, que a los pocos meses había ingresado al grupo luego de la salida de Jörg Fischer. Su llegada ocurrió cuando se iniciaron las grabaciones de Restless and Wild y aunque no fue parte de las mismas se acreditó como el segundo guitarrista. Al año siguiente grabó su primer disco con Accept, Balls to the Wall, pero durante la gira promocional salió de la agrupación debido al reingreso de Fischer. En 1983 y junto con el vocalista inglés Malcolm McNutty fundó Hazzard, con la cual publicó un álbum de estudio en 1984 y que solo duró hasta 1985 cuando fue invitado a integrarse al grupo Sinner.
En 1986 ingresó al grupo oriundo de Hannover, Victory, en el que grabó cinco álbumes de estudio. En 1994 la banda se tomó un receso y dos años después Frank renunció a la agrupación. Durante este hiato realizado por Victory pasó a formar de Moon'Doc, participando de los álbumes Moon'Doc (1995), Get Mooned (1996) y Realm of Legends (2000). En 2003 fue parte del regreso de la clásica alineación de Victory, que hasta el 2011 les permitió girar por varios países del mundo; paralelo a ello, en 2005 se unió a la gira de reunión de Accept, que contó con presentaciones en varios festivales europeos. En 2008 se enfocó en crear una carrera como solista con el álbum Loyal to None, publicado en 2009. En ese mismo año Accept regresó a los escenarios después de varios años de ausencia, siendo Frank el guitarrista rítmico de esta nueva alineación, participando en los álbumes Blood of the Nations (2010), Stalingrad (2012) y Blind Rage (2014). A fines de 2014 y junto con el baterista Stefan Schwarzmann renunciaron a Accept para crear la banda Panzer, cuyo álbum debut Send Them All to Hell se publicó el 28 de noviembre.

## Discografía
| Accept - 1982: Restless and Wild (acreditado) - 1983: Balls to the Wall - 2010: Blood of the Nations - 2012: Stalingrad - 2014: Blind Rage Hazzard - 1984: Hazzard Sinner - 1985: Touch of Sin Victory - 1986: Don't Get Mad ... Get Even - 1987: Hungry Hearts - 1989: Culture Killed the Native - 1990: Temples of Gold - 1992: You Bought It – You Name It - 2003: Instinct - 2006: Fuel to the Fire - 2011: Don't Talk Science | Moon'Doc - 1995: Moon'Doc - 1996: Get Mooned - 2000: Realm of Legends Carrera como solista - 2009: Loyal to None - 2012: Right in the Guts - 2016: The Devil Rides Out - 2019: Fight the Fear Poison Sun - 2010: Virtual Sin Panzer - 2014: Send Them All to Hell | Colaboraciones - 1984: T.N.T. - Deflorator - 1985: The Element - Time - 2003: Holy Mother - Agoraphobia - 2004: Saeko - Above Heaven, Below Heaven - 2007: Messiah's Kiss - Dragonheart - 2009: Thomsen - Let's Get Ruhless - 2010: Evil One - Militia of Death |